# Ламантин
Ламантин (Trichechus) — рід великих, повністю водних, переважно травоїдних морських ссавців.
Ламантини є травоїдними і їдять понад 60 різних прісноводних і морських рослин. Ламантини мешкають у мілководних болотистих прибережних районах і річках Карибського моря, Мексиканської затоки, басейну Амазонки та Західної Африки.
Основними причинами смерті ламантинів є проблеми, пов'язані з людиною, такі як знищення середовища проживання та людські предмети. Їх повільний, цікавий характер призвів до жорстоких зіткнень з човнами та кораблями з гвинтовим приводом. На деяких ламантинах було виявлено понад 50 шрамів від лопатей гвинта. Природними причинами смерті є несприятливі температури, полювання крокодилів на молодняк і хвороби.

## Морфологічні характеристики
Вони можуть сягати довжини до 4,0 метрів, а ваги до 590 кілограмів. Самиці зазвичай більші за самців. Забарвлення від сірого до коричневого. При народженні дитинчата ламантинів зазвичай темніше за кольором, ніж дорослі особини. Тіла обтічні, які більші в середині та звужуються на кінцях. Вони мають великий хвіст у формі весла з парою передніх ласт з трьома-чотирма нігтями на кожному ласті. Їхні обличчя зморшкуваті і з вусами. Рідкісне волосся є по всьому тілу. Шкіра зморшкувата, а поверхневий шар постійно замінюється новою шкірою, щоб зменшити накопичення росту водоростей. Під шкірою є шар жиру. У ламантина малі очі. Ніздрі розташовані у верхній частині морди з клапанами, які закриваються під водою. За очима є малі вушні отвори. Попри безмочкові вуха й малі очі, ламантини мають гострий слух і зір. Чіпка губа дозволяє ламантинам втягувати їжу. Ламантин пристосувався замінювати свої зуби, коли вони зношуються.

## Спосіб життя
Зазвичай ламантини характеризують як лагідні та повільні, проводять більшу частину свого часу за їжею, відпочинком і подорожами. У середньому на годування йде від 6 до 8 годин, а на відпочинок — від 2 до 12 годин. Вони спочивають під водою на дні або безпосередньо під поверхнею. Під час відпочинку вони спливають на поверхню, щоб дихати приблизно кожні 3–5 хвилин. Ламантини здатні затримувати дихання до 20 хвилин, перш ніж їм доведеться спливти на поверхню і дихати. Під час подорожі вони можуть плавати зі швидкістю до 30 км/год, однак зазвичай вони плавають зі швидкістю 5–8 км/год. Ламантин не є територіальними. Відсутність у них вимог до соціальної структури призводить до їхньої напівсолітарної поведінки. Зустрічаються невеликі групи ламантинів, але ці групи неформальні й не мають лідера.
Ламантини є рослиноїдними й харчуються водяними травами й водоростями.
У ламантинів немає природних хижаків. Однак діяльність людини різко скоротила ареал їх природних середовищ існування прибережними районами.
Ламантин має здатність спілкуватися за допомогою широкого діапазону звуків. 
Ламантин в дикій природі здатний жити понад 60 років.